# ブルドッグボス
ブルドッグボス（英：Bulldog Boss）は、日本の競走馬。主な勝ち鞍は2019年のJBCスプリント。
馬名の意味は犬の品種名＋ボス。

## 戦績

### デビュー前
2012年4月20日、北海道浦河町の鮫川啓一牧場で誕生。ディアレストクラブで育成され、栗東・西浦勝一厩舎に入厩した。

### 2歳（2014年）
10月19日京都の新馬戦（ダート1200m）でデビュー、タマモワカサマに5馬身差をつけ圧勝する。連闘で挑んだなでしこ賞は2着に終わったが、11月のオキザリス賞で2勝目を挙げる。

### 3歳（2015年）
端午ステークスは3着、三宮特別は2着と惜敗が続いていたが、7月の尾頭橋特別で3勝目を挙げる。その後も掲示板を外さない安定した走りを見せ、年末の仲冬ステークスに勝利し、オープン入りを果たす。

### 4歳（2016年）
1月のジャニュアリーステークスは3着に終わるも、太秦ステークスと千葉ステークスを連勝。重賞初挑戦となった東京スプリントでは4着と惜敗したが、かきつばた記念とクラスターカップは2戦連続で2着となる。秋に入り、グリーンチャンネルカップは落鉄もあり5着であったが、中1週で挑んだ室町ステークスを制し7勝目をマークした。

### 5歳（2017年）
京葉ステークスで復帰したが9着に敗れ、初めて掲示板を外す。続く天王山ステークスでも5着に終わる。その後、JRA競走馬登録を抹消し、浦和・小久保智厩舎に転厩。
転厩初戦となった習志野きらっとスプリントは3着になるも、続くクラスターカップでは道中3番手でレースを進めると、直線では先に抜け出したラブバレットをゴール寸前で差し切って重賞初制覇を果たす。その後はダートグレード競走での惜敗が続いたが、年末のおおとりオープンを制してこの年を終える。
この年の活躍により、NARグランプリ2017において4歳以上最優秀牡馬と最優秀短距離馬に選出された。

### 6歳（2018年）
この年初戦の根岸ステークスは5着に終わるも、続く黒船賞では3着と好走する。その後の2戦は共に5着に敗れ、休養に入る。

### 7歳（2019年）
5月のさきたま杯で復帰して6着。このレースの後、2018年に小久保厩舎の所属馬で発生した禁止薬物検出問題を受け、小久保の調教師免許が2019年4月から2020年3月まで南関東限定に制限されていることから盛岡で行われるクラスターカップに出走するためにホッカイドウ競馬の田中淳司厩舎に移籍。この移籍時を境に、主戦騎手が左海誠二から御神本訓史に変わる。7月の門別・A1 - A3一組混合特別は地元の岩橋勇二が騎乗、このレースで久々の勝利を挙げ、クラスターカップを使い5着として、小久保厩舎に戻る。地元のテレ玉杯オーバルスプリント6着の後、10月の東京盃で2着に入る。11月4日のJBCスプリントでは中団のやや後ろでレースを進めると、早めに先頭に立ったコパノキッキングをゴール前で差し切ってJpnI初制覇を果たした。12月25日のゴールドカップでは道中中団追走から3コーナーで外へ持ち出すと、最後の直線で逃げ粘るノブワイルドをハナ差捉えて重賞3勝目を飾る。

### 8歳（2020年）
ゴールドカップのレース後、小久保調教師は2020年2月23日の第37回フェブラリーステークス出走に向けて中央に再転入することを明らかにした。前述の通り自厩舎所属のままでは中央遠征ができないことから、栗東の加用正厩舎にこの一戦のみ転厩した。フェブラリーステークスには、ミツバやウインムートなどダート路線で加用厩舎の馬でコンビを組んでいた和田竜二の騎乗で直行したが、2017年末以来2度目となる過去最長の1600m戦、中央在籍時を含めて初の芝コース発走などもあり、GI馬ながら13番人気と注目されず、レースも13着と大敗した。
レース後の2月27日にはJRA競走馬登録を抹消され、三度小久保厩舎に戻った。この後は得意の1200m - 1400m戦に出走し、ダートグレード競走では他馬より重い58kgや59kgの斤量を背負う事もあり勝ち切るには至っていないものの、JpnIIでは連続で2着に連対している。7月1日の浦和スプリントOPで久々の勝利を挙げると、続くクラスターカップは3着、東京盃は2着と安定した走りを見せる。連覇をかけて挑んだJBCスプリントではスタートで躓く不利がありサブノジュニアの3着に敗れる。12月10日、管理する小久保調教師により12月23日のゴールドカップ（S2）を最後に現役を引退し、2021年よりレックススタッドで種牡馬入りすることが発表された。引退レースとなったゴールドカップでは前走から+21kgと大幅に馬体重の増加が見られたが、2着に4馬身差をつけて見事連覇を果たし有終の美を飾った。
翌2021年1月8日に浦和競馬場で引退式が行われ、1月15日付で競走馬登録を抹消された。

## 競走成績
以下の内容は、netkeiba.comの情報に基づく。
| 競走日     | 競馬場 | 競走名                       | 格       | 距離（馬場）  | 頭 数 | 枠 番 | 馬 番 | オッズ （人気） | 着順 | タイム （上り3F） | 着差 | 騎手        | 斤量 [kg] | 1着馬（2着馬）       | 馬体重 [kg] |
| ---------- | ------ | ---------------------------- | -------- | ------------- | ----- | ----- | ----- | --------------- | ---- | ----------------- | ---- | ----------- | --------- | -------------------- | ----------- |
| 2014.10.19 | 京都   | 2歳新馬                      |          | ダ1200m（良） | 8     | 5     | 5     | 001.60（1人）   | 01着 | R1:13.5（36.8）   | -0.9 | 0勝浦正樹   | 55        | （タマモワカサマ）   | 510         |
| 0000.10.26 | 京都   | なでしこ賞                   | 500万下  | ダ1400m（良） | 10    | 8     | 10    | 004.30（2人）   | 02着 | R1:25.2（36.1）   | -0.0 | 0幸英明     | 55        | ワンダフルラスター   | 516         |
| 0000.11.15 | 東京   | オキザリス賞                 | 500万下  | ダ1400m（良） | 16    | 8     | 15    | 002.90（1人）   | 01着 | R1:25.0（37.3）   | -0.2 | 0R.ムーア   | 55        | （ノブワイルド）     | 514         |
| 2015.05.03 | 京都   | 端午S                        | OP       | ダ1400m（良） | 16    | 3     | 5     | 003.40（1人）   | 03着 | R1:23.9（38.0）   | -0.6 | 0C.ルメール | 56        | ホワイトフーガ       | 514         |
| 0000.06.14 | 阪神   | 三宮特別                     | 1000万下 | ダ1200m（良） | 16    | 3     | 6     | 001.50（1人）   | 02着 | R1:10.8（36.2）   | -0.2 | 0幸英明     | 54        | テイクファイア       | 510         |
| 0000.07.11 | 中京   | 尾頭橋特別                   | 1000万下 | ダ1200m（良） | 16    | 5     | 9     | 001.60（1人）   | 01着 | R1:11.0（36.7）   | -0.4 | 0幸英明     | 54        | （パイメイメイ）     | 514         |
| 0000.10.25 | 新潟   | 北陸S                        | 1600万下 | ダ1200m（稍） | 15    | 3     | 4     | 001.90（1人）   | 02着 | R1:11.0（36.6）   | -0.0 | 0吉田隼人   | 55        | ミリオンヴォルツ     | 512         |
| 0000.11.15 | 京都   | 西陣S                        | 1600万下 | ダ1200m（重） | 16    | 4     | 8     | 001.60（1人）   | 04着 | R1:09.9（35.2）   | -0.1 | 0R.ムーア   | 56        | エイシンヴァラー     | 512         |
| 0000.12.19 | 中山   | 仲冬S                        | 1600万下 | ダ1200m（良） | 15    | 1     | 1     | 001.70（1人）   | 01着 | R1:10.9（37.3）   | -0.0 | 0内田博幸   | 56        | （エンドレスノット） | 512         |
| 2016.01.17 | 中山   | ジャニュアリーS              | OP       | ダ1200m（良） | 10    | 6     | 6     | 001.90（1人）   | 03着 | R1:11.4（36.1）   | -0.2 | 0内田博幸   | 55        | マキャヴィティ       | 514         |
| 0000.01.23 | 京都   | 太秦S                        | OP       | ダ1200m（良） | 12    | 4     | 4     | 003.30（1人）   | 01着 | R1:11.1（35.9）   | -0.4 | 0M.デムーロ | 55        | （ゴーイングパワー） | 520         |
| 0000.03.20 | 中山   | 千葉S                        | OP       | ダ1200m（重） | 16    | 3     | 5     | 001.80（1人）   | 01着 | R1:09.5（35.4）   | -0.2 | 0C.ルメール | 57        | （キタサンミカヅキ） | 516         |
| 0000.04.06 | 大井   | 東京スプリント               | JpnIII   | ダ1200m（稍） | 15    | 6     | 11    | 003.10（2人）   | 04着 | R1:12.4（36.3）   | -1.0 | 0C.ルメール | 56        | コーリンベリー       | 512         |
| 0000.05.03 | 名古屋 | かきつばた記念               | JpnIII   | ダ1400m（良） | 10    | 8     | 9     | 003.80（3人）   | 02着 | R1:27.4（37.4）   | -0.4 | 0C.ルメール | 54        | ノボバカラ           | 514         |
| 0000.08.16 | 盛岡   | クラスターC                  | JpnIII   | ダ1200m（稍） | 14    | 1     | 1     | 001.90（1人）   | 02着 | R1:27.4（34.0）   | -0.3 | 0C.ルメール | 54        | ダノンレジェンド     | 518         |
| 0000.10.10 | 東京   | グリーンチャンネルC          | OP       | ダ1400m（稍） | 16    | 1     | 1     | 003.60（2人）   | 05着 | R1:22.6（36.5）   | -0.6 | 0内田博幸   | 56        | カフジテイク         | 508         |
| 0000.10.22 | 京都   | 室町S                        | OP       | ダ1200m（良） | 16    | 4     | 7     | 002.30（1人）   | 01着 | R1:10.3（35.2）   | -0.2 | 0岩田康誠   | 57        | （エイシンローリン） | 514         |
| 2017.04.09 | 中山   | 京葉S                        | OP       | ダ1200m（不） | 13    | 8     | 13    | 002.70（1人）   | 09着 | R1:10.6（37.1）   | -0.8 | 0吉田豊     | 57        | ショコラブラン       | 510         |
| 0000.04.29 | 京都   | 天王山S                      | OP       | ダ1200m（良） | 16    | 5     | 9     | 004.70（3人）   | 05着 | R1:10.8（36.1）   | -0.7 | 0池添謙一   | 57        | コウエイエンブレム   | 518         |
| 0000.07.25 | 船橋   | 習志野きらっとスプリント     | SIII     | ダ1000m（良） | 14    | 4     | 6     | 002.20（1人）   | 03着 | R1:00.6（37.3）   | -1.6 | 0戸崎圭太   | 58        | スアデラ             | 522         |
| 0000.08.15 | 盛岡   | クラスターC                  | JpnIII   | ダ1200m（稍） | 14    | 1     | 1     | 007.20（4人）   | 01着 | R1:08.8（34.1）   | -0.0 | 0左海誠二   | 54        | （ラブバレット）     | 506         |
| 0000.09.20 | 浦和   | テレ玉杯オーバルスプリント   | JpnIII   | ダ1400m（稍） | 12    | 5     | 5     | 005.00（3人）   | 03着 | R1:25.8（37.1）   | -0.7 | 0左海誠二   | 55        | サイタスリーレッド   | 523         |
| 0000.10.04 | 大井   | 東京盃                       | JpnII    | ダ1200m（良） | 16    | 7     | 14    | 005.70（3人）   | 02着 | R1:12.2（36.8）   | -0.1 | 0左海誠二   | 56        | キタサンミカヅキ     | 516         |
| 0000.11.03 | 大井   | JBCスプリント                | JpnI     | ダ1200m（重） | 16    | 6     | 11    | 005.40（3人）   | 03着 | R1:11.4（36.2）   | -0.0 | 0内田博幸   | 57        | ニシケンモノノフ     | 509         |
| 0000.12.10 | 中山   | カペラS                      | GIII     | ダ1200m（良） | 16    | 4     | 8     | 005.10（2人）   | 03着 | R1:11.3（36.9）   | -0.3 | 0内田博幸   | 57        | ディオスコリダー     | 512         |
| 0000.12.31 | 大井   | おおとりOP                   | OP       | ダ1600m（良） | 12    | 6     | 9     | 001.80（1人）   | 01着 | R1:40.1（37.5）   | -0.8 | 0左海誠二   | 57        | （ロワジャルダン）   | 522         |
| 2018.01.28 | 東京   | 根岸S                        | GIII     | ダ1400m（重） | 13    | 7     | 12    | 008.30（5人）   | 05着 | R1:22.4（36.1）   | -0.9 | 0岩田康誠   | 57        | ノンコノユメ         | 522         |
| 0000.03.20 | 高知   | 黒船賞                       | JpnIII   | ダ1400m（不） | 11    | 5     | 5     | 002.70（2人）   | 03着 | R1:27.3（38.3）   | -0.1 | 0岩田康誠   | 57        | エイシンヴァラー     | 513         |
| 0000.04.18 | 大井   | 東京スプリント               | JpnIII   | ダ1200m（不） | 16    | 2     | 4     | 003.70（1人）   | 05着 | R1:12.3（37.7）   | -0.5 | 0左海誠二   | 56        | グレイスフルリープ   | 518         |
| 0000.04.30 | 名古屋 | かきつばた記念               | JpnIII   | ダ1400m（良） | 12    | 2     | 2     | 005.60（3人）   | 05着 | R1:27.0（38.0）   | -1.1 | 0左海誠二   | 57.5      | サクセスエナジー     | 506         |
| 2019.05.29 | 浦和   | さきたま杯                   | JpnII    | ダ1400m（良） | 12    | 4     | 4     | 040.80（6人）   | 06着 | R1:27.9（39.0）   | -2.6 | 0左海誠二   | 56        | ウインムート         | 519         |
| 0000.07.18 | 門別   | JAバンクよりぞうデビュー特別 | A1下     | ダ1200m（重） | 11    | 4     | 4     | 001.20（1人）   | 01着 | R1:12.7（38.9）   | -0.0 | 0岩橋勇二   | 57        | （ソルサリエンテ）   | 518         |
| 0000.08.12 | 盛岡   | クラスターC                  | JpnIII   | ダ1200m（良） | 14    | 2     | 2     | 054.10（6人）   | 05着 | R1:09.9（35.2）   | -0.8 | 0御神本訓史 | 55        | ヤマニンアンプリメ   | 518         |
| 0000.09.12 | 浦和   | テレ玉杯オーバルスプリント   | JpnIII   | ダ1400m（稍） | 11    | 6     | 7     | 050.10（6人）   | 06着 | R1:26.5（37.8）   | -1.2 | 0御神本訓史 | 55        | ノブワイルド         | 524         |
| 0000.10.02 | 大井   | 東京盃                       | JpnII    | ダ1200m（良） | 15    | 2     | 2     | 038.60（7人）   | 02着 | R1:11.5（36.2）   | -0.8 | 0御神本訓史 | 56        | コパノキッキング     | 516         |
| 0000.11.04 | 浦和   | JBCスプリント                | JpnI     | ダ1400m（重） | 12    | 5     | 5     | 071.00（6人）   | 01着 | R1:24.9（37.4）   | -0.1 | 0御神本訓史 | 57        | （コパノキッキング） | 520         |
| 0000.12.25 | 浦和   | ゴールドC                    | SII      | ダ1400m（重） | 12    | 2     | 2     | 003.00（2人）   | 01着 | R1:25.7（36.5）   | -0.0 | 0御神本訓史 | 58        | （ノブワイルド）     | 532         |
| 2020.02.23 | 東京   | フェブラリーS                | GI       | ダ1600m（良） | 16    | 1     | 1     | 110.3（13人）   | 13着 | R1:38.3（38.9）   | -3.1 | 0和田竜二   | 57        | モズアスコット       | 514         |
| 0000.04.08 | 大井   | 東京スプリント               | JpnIII   | ダ1200m（良） | 13    | 5     | 7     | 009.70（4人）   | 04着 | R1:11.6（36.1）   | -0.7 | 0御神本訓史 | 58        | ジャスティン         | 522         |
| 0000.05.27 | 浦和   | さきたま杯                   | JpnII    | ダ1400m（良） | 12    | 7     | 9     | 003.90（2人）   | 02着 | R1:26.0（37.6）   | -0.2 | 0御神本訓史 | 58        | ノボバカラ           | 529         |
| 0000.07.01 | 浦和   | 浦和スプリントOP             | OP       | ダ1400m（不） | 9     | 2     | 2     | 001.30（1人）   | 01着 | R1:27.0（37.8）   | -0.1 | 0御神本訓史 | 57        | （ベストマッチョ）   | 525         |
| 0000.08.10 | 盛岡   | クラスターC                  | JpnIII   | ダ1200m（良） | 13    | 3     | 3     | 008.20（4人）   | 03着 | R1:09.0（34.0）   | -0.5 | 0御神本訓史 | 59        | マテラスカイ         | 510         |
| 0000.10.07 | 大井   | 東京盃                       | JpnII    | ダ1200m（良） | 14    | 3     | 5     | 009.40（7人）   | 02着 | R1:10.8（36.0）   | -0.0 | 0御神本訓史 | 58        | ジャスティン         | 520         |
| 0000.11.03 | 大井   | JBCスプリント                | JpnI     | ダ1200m（稍） | 16    | 5     | 14    | 004.90（3人）   | 03着 | R1:11.2（36.1）   | -0.5 | 0御神本訓史 | 57        | サブノジュニア       | 522         |
| 0000.12.23 | 浦和   | ゴールドC                    | SII      | ダ1400m（良） | 11    | 6     | 7     | 002.00（1人）   | 01着 | R1:26.1（37.2）   | -0.8 | 0御神本訓史 | 58        | （グレンツェント）   | 543         |

## 血統表
| ブルドッグボスの血統                       | ブルドッグボスの血統                                          | ブルドッグボスの血統                          | （血統表の出典）                              | （血統表の出典） |
| 父系                                       | サンデーサイレンス系                                          | サンデーサイレンス系                          | サンデーサイレンス系                          | [ § 2 ]          |
| 父 ダイワメジャー 2001 栗毛 北海道千歳市   | 父の父*サンデーサイレンス Sunday Silence 1986 青鹿毛 アメリカ | Halo                                          | Hail to Reason                                | Hail to Reason   |
| 父 ダイワメジャー 2001 栗毛 北海道千歳市   | 父の父*サンデーサイレンス Sunday Silence 1986 青鹿毛 アメリカ | Halo                                          | Cosmah                                        |                  |
| 父 ダイワメジャー 2001 栗毛 北海道千歳市   | 父の父*サンデーサイレンス Sunday Silence 1986 青鹿毛 アメリカ | Wishing Well                                  | Understanding                                 | Understanding    |
| 父 ダイワメジャー 2001 栗毛 北海道千歳市   | 父の父*サンデーサイレンス Sunday Silence 1986 青鹿毛 アメリカ | Wishing Well                                  | Mountain Flower                               |                  |
| 父 ダイワメジャー 2001 栗毛 北海道千歳市   | 父の母スカーレットブーケ 1988 栗毛 北海道千歳市               | *ノーザンテースト                             | Northern Dancer                               | Northern Dancer  |
| 父 ダイワメジャー 2001 栗毛 北海道千歳市   | 父の母スカーレットブーケ 1988 栗毛 北海道千歳市               | *ノーザンテースト                             | Lady Victoria                                 |                  |
| 父 ダイワメジャー 2001 栗毛 北海道千歳市   | 父の母スカーレットブーケ 1988 栗毛 北海道千歳市               | *スカーレットインク                           | Crimson Satan                                 | Crimson Satan    |
| 父 ダイワメジャー 2001 栗毛 北海道千歳市   | 父の母スカーレットブーケ 1988 栗毛 北海道千歳市               | *スカーレットインク                           | Consentid                                     |                  |
| 母 リファールカンヌ 1997 鹿毛 北海道静内町 | 母の父*デインヒル Danehill 1986 鹿毛 アメリカ                 | Danzig                                        | Northern Dancer                               | Northern Dancer  |
| 母 リファールカンヌ 1997 鹿毛 北海道静内町 | 母の父*デインヒル Danehill 1986 鹿毛 アメリカ                 | Danzig                                        | Pas de Nom                                    |                  |
| 母 リファールカンヌ 1997 鹿毛 北海道静内町 | 母の父*デインヒル Danehill 1986 鹿毛 アメリカ                 | Razyana                                       | His Majesty                                   | His Majesty      |
| 母 リファールカンヌ 1997 鹿毛 北海道静内町 | 母の父*デインヒル Danehill 1986 鹿毛 アメリカ                 | Razyana                                       | Spring Adieu                                  |                  |
| 母 リファールカンヌ 1997 鹿毛 北海道静内町 | 母の母リファールニース 1989 青鹿毛 北海道静内町               | Greinton                                      | Green Dancer                                  | Green Dancer     |
| 母 リファールカンヌ 1997 鹿毛 北海道静内町 | 母の母リファールニース 1989 青鹿毛 北海道静内町               | Greinton                                      | Crystal Queen                                 |                  |
| 母 リファールカンヌ 1997 鹿毛 北海道静内町 | 母の母リファールニース 1989 青鹿毛 北海道静内町               | *バーブスボールド                             | Bold Fobes                                    | Bold Fobes       |
| 母 リファールカンヌ 1997 鹿毛 北海道静内町 | 母の母リファールニース 1989 青鹿毛 北海道静内町               | *バーブスボールド                             | Goofed                                        |                  |
| 母系(F-No.)                                | バーブスボールド系(FN:17-b)                                   | バーブスボールド系(FN:17-b)                   | バーブスボールド系(FN:17-b)                   | [ § 3 ]          |
| 5代内の近親交配                            | Northern Dancer 4×4=12.50% Natalma5×5･5=9.38%                 | Northern Dancer 4×4=12.50% Natalma5×5･5=9.38% | Northern Dancer 4×4=12.50% Natalma5×5･5=9.38% | [ § 4 ]          |
| 出典                                       | 1. 2. 3. 4.                                                   | 1. 2. 3. 4.                                   | 1. 2. 3. 4.                                   | 1. 2. 3. 4.      |

- 主な近親にシーキングザパール、リファール。